# Japão nos Jogos Olímpicos de Inverno de 1968
O Japão competiu nos Jogos Olímpicos de Inverno de 1968, realizados em Grenoble, França.